# Badminton-Mannschaftspanamerikameisterschaft 2024
Die Badminton-Mannschaftspanamerikameisterschaft 2024 fand vom 15. bis zum 18. Februar 2024 in São Paulo statt. Die Meisterschaft war gleichzeitig Qualifikationsturnier für den Thomas Cup 2024 und den Uber Cup 2024.

## Medaillengewinner
| Disziplin  | Gold | Silber | Bronze |
| ---------- | --- | --- | --- |
| Herrenteam | Kanada B. R. Sankeerth Adam Dong Victor Lai Kevin Lee Ty Alexander Lindeman Josh Nguyen Imran Wadia Nyl Yakura Brian Yang         | Brasilien Izak Batalha Ygor Coelho Fabrício Farias Francielton Farias Jonathan Matias Donnians Oliveira Artur Silva Pomoceno Davi Silva Deivid Silva Matheus Voigt | Mexiko Job Castillo Armando Gaitan Luis Ramón Garrido Luis Montoya Gerardo Saavedra |
| Damenteam  | Kanada Rachel Chan Catherine Choi Jeslyn Chow Jackie Dent Crystal Lai Michelle Li Talia Ng Josephine Wu Eliana Zhang Wen Yu Zhang | Vereinigte Staaten Francesca Corbett Allison Lee Ella Lin Katelin Ngo Esther Shi Joline Siu Annie Xu Kerry Xu Veronica Yang Zhang Beiwen                           | Brasilien Jeisiane Alves Natalya Geisler Jaqueline Lima Sâmia Lima Sayane Regina Lima Maria Emanuelle Ferreira da Rocha Tamires Santos Karen Santos Souza Lohaynny Vicente Juliana Viana Vieira |

## Herren

### Gruppe A
| Platz | Team        | Pld | W | L | MF | MA | MD  | GF | GA | GD  | PF  | PA  | PD   | Pts | Qualifikation |
| ----- | ----------- | --- | - | - | -- | -- | --- | -- | -- | --- | --- | --- | ---- | --- | ------------- |
| 1     | Kanada      | 3   | 3 | 0 | 15 | 0  | +15 | 30 | 1  | +29 | 650 | 321 | +329 | 3   |               |
| 2     | Guatemala   | 3   | 2 | 1 | 9  | 6  | +3  | 18 | 12 | +6  | 526 | 489 | +37  | 2   |               |
| 3     | Peru        | 3   | 1 | 2 | 5  | 10 | −5  | 11 | 20 | −9  | 491 | 569 | −78  | 1   |               |
| 4     | El Salvador | 3   | 0 | 3 | 1  | 14 | −13 | 2  | 28 | −26 | 332 | 620 | −288 | 0   |               |

### Gruppe B
| Platz | Team               | Pld | W | L | MF | MA | MD  | GF | GA | GD  | PF  | PA  | PD   | Pts | Qualifikation |
| ----- | ------------------ | --- | - | - | -- | -- | --- | -- | -- | --- | --- | --- | ---- | --- | ------------- |
| 1     | Brasilien          | 3   | 3 | 0 | 14 | 1  | +13 | 27 | 6  | +21 | 677 | 431 | +246 | 3   |               |
| 2     | Mexiko             | 3   | 2 | 1 | 9  | 6  | +3  | 19 | 12 | +7  | 566 | 462 | +104 | 2   |               |
| 3     | Vereinigte Staaten | 3   | 1 | 2 | 7  | 8  | −1  | 18 | 16 | +2  | 604 | 526 | +78  | 1   |               |
| 4     | Paraguay           | 3   | 0 | 3 | 0  | 15 | −15 | 0  | 30 | −30 | 202 | 630 | −428 | 0   |               |

### Platz 5 bis 8
|  | Platz 5 bis 8      | Platz 5 bis 8      |             |   | Spiel um Platz 5 | Spiel um Platz 5 |
|  |                    |                    |             |   |                  |                  |
|  | Peru               | 3                  |             |   |                  |                  |
|  | Paraguay           | 1                  |             |   |                  |                  |
|  | 16. Februar        |                    |             |   |                  |                  |
|  |                    |                    | 17. Februar |   |                  |                  |
|  | Peru               | 3                  |             |   |                  |                  |
|  |                    | Vereinigte Staaten | 0           |   |                  |                  |
|  |                    |                    |             |   |                  |                  |
|  | Spiel um Platz 7   |                    |             |   |                  |                  |
|  | 16. Februar        | 16. Februar        | Paraguay    | 0 |                  |                  |
|  | El Salvador        | 0                  | El Salvador | 3 |                  |                  |
|  | Vereinigte Staaten | 3                  |             |   | 17. Februar      | 17. Februar      |

### Halbfinale
|  | Halbfinale  | Halbfinale  |             |     | Finale      | Finale      |
|  |             |             |             |     |             |             |
|  | Kanada      | 3           |             |     |             |             |
|  | Mexiko      | 0           |             |     |             |             |
|  | 16. Februar |             |             |     |             |             |
|  |             |             | 17. Februar |     |             |             |
|  | Kanada      | 3           |             |     |             |             |
|  |             | Brasilien   | 0           |     |             |             |
|  |             |             |             |     |             |             |
|  | 3. Platz    |             |             |     |             |             |
|  | 16. Februar | 16. Februar | Mexiko      | w/o |             |             |
|  | Guatemala   |             | Guatemala   |     |             |             |
|  | Brasilien   | w/o         |             |     | 17. Februar | 17. Februar |

## Damen

### Gruppe A
| Platz | Team               | Pld | W | L | MF | MA | MD  | GF | GA | GD  | PF  | PA  | PD   | Pts | Qualifikation |
| ----- | ------------------ | --- | - | - | -- | -- | --- | -- | -- | --- | --- | --- | ---- | --- | ------------- |
| 1     | Vereinigte Staaten | 2   | 2 | 0 | 10 | 0  | +10 | 20 | 0  | +20 | 421 | 247 | +174 | 2   |               |
| 2     | Peru               | 2   | 1 | 1 | 3  | 7  | −4  | 7  | 15 | −8  | 352 | 429 | −77  | 1   |               |
| 3     | Mexiko             | 2   | 0 | 2 | 2  | 8  | −6  | 5  | 17 | −12 | 347 | 444 | −97  | 0   |               |

### Gruppe B
| Platz | Team        | Pld | W | L | MF | MA | MD  | GF | GA | GD  | PF  | PA  | PD   | Pts | Qualifikation |
| ----- | ----------- | --- | - | - | -- | -- | --- | -- | -- | --- | --- | --- | ---- | --- | ------------- |
| 1     | Kanada      | 2   | 2 | 0 | 10 | 0  | +10 | 20 | 1  | +19 | 429 | 209 | +220 | 2   |               |
| 2     | Brasilien   | 2   | 1 | 1 | 5  | 5  | 0   | 11 | 11 | 0   | 367 | 341 | +26  | 1   |               |
| 3     | El Salvador | 2   | 0 | 2 | 0  | 10 | −10 | 1  | 20 | −19 | 192 | 438 | −246 | 0   |               |

### Halbfinale
|  | Halbfinale         | Halbfinale  |             |   | Finale      | Finale      |
|  |                    |             |             |   |             |             |
|  | Vereinigte Staaten | 3           |             |   |             |             |
|  | Brasilien          | 0           |             |   |             |             |
|  | 16. Februar        |             |             |   |             |             |
|  |                    |             | 17. Februar |   |             |             |
|  | Vereinigte Staaten | 0           |             |   |             |             |
|  |                    | Kanada      | 3           |   |             |             |
|  |                    |             |             |   |             |             |
|  | 3. Platz           |             |             |   |             |             |
|  | 16. Februar        | 16. Februar | Brasilien   | 3 |             |             |
|  | Peru               | 0           | Peru        | 0 |             |             |
|  | Kanada             | 3           |             |   | 17. Februar | 17. Februar |